# Феминистская теория кино
Феминистская теория кино — подход в теории кино, возникший из феминистской теории второй волны феминизма в США в конце 1960-х — начале 1970-х годов. С момента своего возникновения эта теория оказывала значительное влияние на киноведение, и в ней использовалось множество подходов к анализу фильма.

## История
Сьюзен Хэйворд (англ. Susan Hayward) в книге Cinema Studies: The Key Concepts (1996) выделяет три этапа развития феминисткой теории кино: начало 1970-х, с середины 1970-х до начала 1980-х, с середины 1980-х до 1990-х годов.

### Начало 1970-х годов
На первом этапе представители феминистской теории кино в США стремились сместить акцент с класса на гендер при анализе фильмов. Их подход был основан на социологической теории и был направлен на изучение функции женских персонажей в фильмах. Они рассматривали вопросы женской гендерной идентичности и репрезентации в кино, а также изучали распространённые стереотипы о женщинах в фильмах. Главным объектом их анализа были классические голливудские фильмы, которые они критиковали за доминирование в фильмах мужской точки зрения, объективацию женщин и сексистские образы на экране. Среди значимых работ этого периода можно назвать Popcorn Venus: Women, Movies, and the American Dream (1973) Марджори Розен и From Reverence to Rape: The Treatment of Women in the Movies (1974) Молли Хаскелл
.

### Середина 1970-х до начала 1980-х годов
Теоретики кино в Великобритании использовали семиотику и психоанализ для анализа фильмов. Они изучали значение текста фильма и то, как этот текст влияет на зрителя. Также они исследовали влияние процесса кинопроизводства на репрезентацию женщин и поддержание сексизма. Они анализировали, как половые различия закодированы в визуальной и нарративной структуре фильма.
С помощью семиотического подхода было рассмотрено, что кино изображает знак «женщина» как естественный и реалистичный, хотя на самом деле это структура или код с идеологическим значением. В патриархальной идеологии образ женщины может что-то означать только в связи с мужчинами, поэтому знак «женщина» является негативной репрезентацией «не-мужчины».
Психоаналитический подход уделял особое внимание зрителю. Согласно этому подходу, объективация женского персонажа происходит с трёх позиций: камера, мужской персонаж, зритель. Зритель в кинозале идентифицирует себя с мужским взглядом, потому что фильм снят с точки зрения мужского персонажа. В результате происходит идентификация с мужским героем в независимости от пола зрителя. Это способствовало появлению вопроса о женском зрительском опыте и женском взгляде, так как женщина-зрительница могла себя идентифицировать только с мужским персонажем.
С помощью постструктурализма феминистская теория кино отошла от анализа значения фильма к анализу того, как это значение конструируется. В результате кинематограф не просто является отражением социальных отношений, но и сам активно участвует в конструировании половых различий.
Со вторым этапом связаны такие важные для феминистской теории кино эссе, как Women’s Cinema as Counter-Cinema (1973) Клер Джонстон и «Визуальное удовольствие и нарративный кинематограф» (англ. Visual Pleasure and Narrative Cinema, 1975) Лоры Малви, чей термин male gaze («мужской взгляд») является одним из ключевых для феминистской теории.

### Середина 1980-х до 1990-х годов
На третьем этапе представители феминистской теории исследовали кино в зависимости от исторических и социальных контекстов его производства и восприятия, в результате чего внимание стало уделяться роли класса и существованию властных отношений между женщинами. Они стали исследовать, как на отношения власти влияют класс, гендер, раса, сексуальная ориентация, так как они играют роль в восприятии и производстве смысла фильма. Расширение контекста позволило теоретикам отойти от психоанализа и критики доминирования в фильмах мужской точки зрения и перейти к интерсекциональности. Произошёл отказ от единственной конструкции Женщины, так как возникло понимание того, что женщины имеют множество различий между собой. Феминистская теория отошла от бинарной гендерной модели ко множественным точкам зрения. К этому периоду относится влиятельное эссе Терезы де Лауретис «Технологии гендера» (англ. Technologies of Gender, 1987).

### Начало 2000-х годов
Социолог Елена Ярская-Смирнова при рассмотрении истории развития феминистской теории кино заключает, что анализ только текста фильма уязвим, поскольку он игнорирует контексты производства и восприятия фильма. Поэтому нужно анализировать кино с точки зрения взаимосвязи между текстом и контекстом социальных, экономических, политических и культурных условий производства фильма, его распространения и восприятия.
После 1980-х годов феминистская теория кино стала менее цельной и распространилась на другие области исследования (телевидение, новые медиа, перформанс и т. д.). Изменения в кино привели к исследованиям опыта, тела и аффекта в кино. Сейчас продолжает доминировать позиция, рассматривающая различия между женщинами и отказывающаяся от эссенциализма. Используются различные методологии, методы и подходы к анализу фильмов.

## Основные представители
Представителями феминистской теории кино являются Клер Джонстон, Мэри Энн Доан, Э. Энн Каплан, Кэрол Кловер, Барбара Крид, Пэм Кук, Аннет Кун, Тереза де Лауретис, Лора Малви, Джоан Меллен (англ. Joan Mellen), Таня Модлески, Б. Руби Рич, Марджори Розен, Кайя Сильверман, Линда Уильямс, Молли Хаскелл, белл хукс, Браха Эттингер и др.